# Сражение при Чивита-Кастеллана
Сражение при Чивита-Кастеллана (ит. Battaglia di Civita Castellana) произошло 5 декабря 1798 года во время кратковременного вторжения в Римскую республику армии Неаполитанского королевства. В решающей битве большая часть неаполитанской армии Карла Мака столкнулась с французской группировкой генерала Жака Макдональда и была разбита.

## Перед сражением
27 ноября наступавшие неаполитанские войска вошли в Рим; сам король Фердинанд IV прибыл в столицу 29 ноября. Но с тактической точки зрения планы фельдмаршал-лейтенанта Мака быстро показали свои недостатки. Небольшие неаполитанские колонны столкнулись с серьезными неудачами: южнее Ферми войска генерала Мишеру были остановлены и разбиты французами во главе с генералами Мунье, Руской и Капабьянкой и в беспорядке отступили; полковник Санфилиппо, войдя без сопротивления в Риети, подвергся контратаке и был разбит в бою у Терни генералом Лемуаном; неаполитанцы в беспорядке отступили сначала в Риети, а затем в Тиволи.
Воспользовавшись неуверенностью и ошибками своего противника, генерал Шампионне провел успешную концентрацию своих сил: в то время как он лично отправился в Терни, чтобы разместить там свой штаб и проверить ситуацию с резервными войсками, сильнейшая группировка численностью около 8000 человек под командованием генерала Макдональда прочно заняла крепость Чивита-Кастеллана и важную тактическую позицию между Чивита-Кастельяной, Непи и Риньяно, чтобы отразить атаку с юго-запада и прикрыть тыл армии у Терни. В состав его дивизии также входили солдаты римского легиона генерала Франческо Пигнателли Стронголи и польские части генерала Кароля Князевича.
После четырех — пяти дней, проведенных в Риме, Мак двинулся вперед по обоим берегам Тибра, имея главные силы на правом берегу, потому что он хотел отрезать французскую армию, лишить ее всяких коммуникаций, окружить и взять в плен. 7000 неаполитанцев, высадившихся в Ливорно, должны были двинуться ему навстречу.

## Ход сражения
Наступление на французские позиции осуществлялось силами пяти отдельных колонн, 35 000 солдат и многочисленная артиллерия, которые продвигались на северо-восток, не имея связи между собой, и вступали в бой в разное время: основные центральные колонны около полудня, а колонны левого крыла — ближе к вечеру.
Основная неаполитанская атака под личным командованием Мака (8000 человек) из Монтерози в направлении Непи была предпринята поздним утром. Генерал Макдональд силами своего авангарда (три эскадрона кавалерии, две пушки и три батальона пехоты) под командованием генерала Франсуа Этьена Келлермана, развернутого перед Непи, ударил по колонне и её полностью разгромил. Неаполитанцы потеряли 400 человек убитыми, 15 орудий и 2000 пленных и беспорядочно отступили к Монтерози, в который вечером вошли французы.
Вторая неаполитанская колонна, которая справа пыталась пройти Риньяно по старой дороге в Рим, была перехвачена пехотным батальоном 15-й полубригады полковника Лаюра и легко отброшена. Одна из правых колонн не смогла даже пересечь ручей, прикрывавший французские позиции, и перед отходом ограничилась обстрелом позиций противника.
Левые неаполитанские колонны, восемь тысяч под командованием маршала Жозефа де Сакса, из-за серьезных промедлений и нерешительности, прибыли на поле боя почти на закате. Де Сакс узнал о поражении других колонн Мака еще до боя и, когда атаковали и быстро разбили голову его колонны три французских пехотных батальона 30-й полубригады, с тремя орудиями и двумя эскадронами кавалерии, под командованием генерала Князевича, принял решение отступить. Распад головы колонны быстро привел к падению всей колонны, которая, так и не развернувшись, немедленно обратилась в бегство. Маршал был ранен при попытке остановить отступление. Французы преследовали противника до Фалерии и захватили восемь орудий и пятьдесят пленных.
К ночи 5 декабря генерал Макдональд одержал победу на всех участках; неаполитанские части беспорядочно отступали.

## Результаты
Фельдмаршал-лейтенант Мак, сбитый с толку полным провалом своих планов и серьезным поражением, решил отступить к Канталупо и отвел часть своих войск за Тибр. Он еще не смирился с поражением и планировал начать новое наступление в направлении центра фронта противника, но в боях с 6 по 11 декабря Макдональд отбил все его попытки и сам перешёл в контрнаступление. Дивизия Лемуана обошла правый фланг Мака, к французам ежедневно прибывали подкрепления. Генерал Мак решил отступать и 12 декабря снял свой лагерь. Макдональд начал его преследовать. Неаполитанский король Фердинанд IV бежал из Рима. 13-го неаполитанский гарнизон очистил столицу; 14-го французский гарнизон вышел из замка Святого Ангела и вступил в город; 15-го авангард Шампионне вступил в Рим.